# حبيب السكاكيني
حبيب باشا السكاكيني ولد عام 1841 وتوفى عام 1923 وهو رجل أعمال مصري من أصول سورية مسيحية هاجرت اسرته إلى مصر في القرن التاسع عشر عندما كان عمره 16 عام والذي أصبح في النهاية من المقاولين الأثرياء في ذلك الزمان ومن اللقب الذي لقب به (السكاكيني) يقال أنه بنى ثروته قبل العمل في المقاولات من تجارة السكاكين والأسلحة.
بني القصر الشهير قصر السكاكيني على الطراز الإيطالي حيث بنته شركة إيطالية كلفها حبيب باشا السكاكيني على أن يكون نسخة من القصر الذي شاهده في إيطاليا ووقع في غرامه وقد اختار لقصره موقعا جذابا يشع منه 8 طرق رئيسية وبالتالي أصبح القصر نقطة مركزية في المنطقة ولم يكن الحصول على مثل هذا الموقع سهلا في ذلك الوقت لكن علاقة السكاكيني باشا مع الخديوي سهلت هذه المهمة.
في عام 1923 توفي حبيب باشا السكاكيني، وقُسّمت ثروته بين الورثة الذين قاموا بإعطاء القصر للحكومة حيث قام أحد أحفاد السكاكيني وكان طبيبا بالتبرع بحصته لوزارة الصحة والتي لم تكن الجهة المؤهلة لوراثة مثل هذا القصر.